# Žlutoroh jeřábolistý

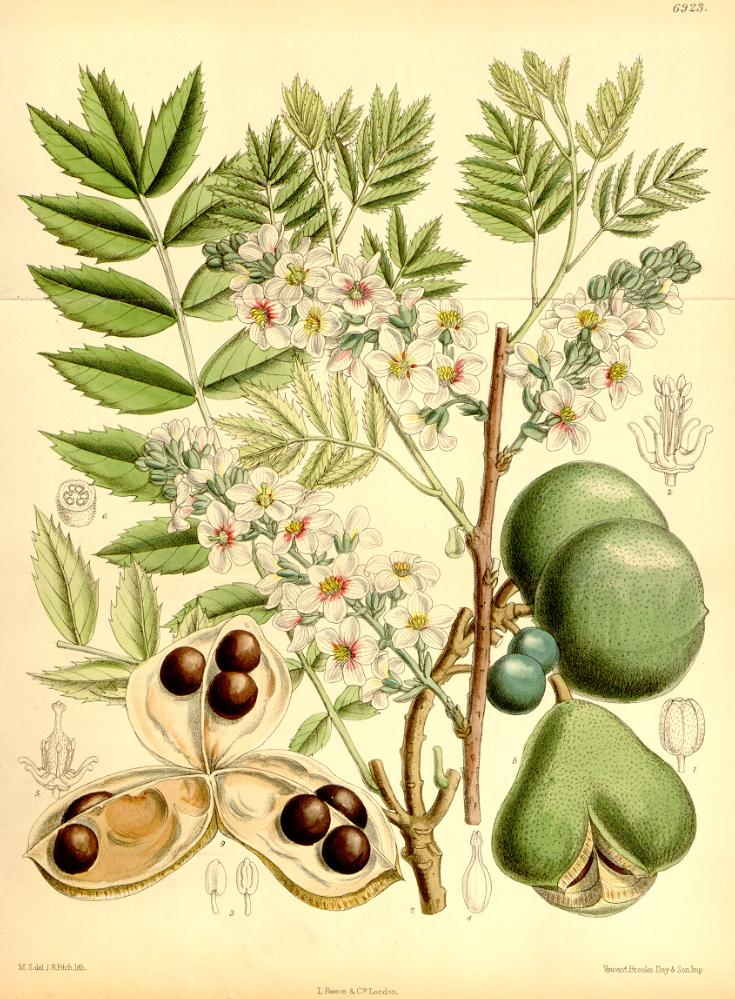
Žlutoroh na ilustraci z roku 1887

Žlutoroh jeřábolistý (Xanthoceras sorbifolium) je druh rostliny z čeledi mýdelníkovité (Sapindaceae) a jediný druh rodu žlutoroh (Xanthoceras). Je to opadavý keř až malý strom s lichozpeřenými listy a pohlednými pětičetnými květy v hroznovitých květenstvích. Plodem je dřevnatá tobolka. Druh se vyskytuje v Číně a Koreji. Je poměrně vzácně pěstován jako okrasná dřevina a má jedlá semena.

## Popis
Žlutoroh je opadavý keř nebo malý strom, dorůstající výšky 2 až 5 metrů. Větve jsou hnědočervené, tlusté, s pupeny krytými střechovitě se překrývajícími šupinami. Odění obsahuje hvězdovité chlupy.
Listy jsou střídavé, lichozpeřené, i s řapíkem asi 15 až 30 cm dlouhé, složené ze 4 až 8 jařem kopinatých až vejčitých, na okraji ostře pilovitých lístků, bez palistů. Vrcholový lístek bývá hluboce trojlaločný.
Květenství jsou vrcholové nebo úžlabní hroznovité thyrsy, dosahující délky až 20 cm. 
Květy jsou pětičetné a pravidelné, oboupohlavné nebo funkčně jednopohlavné, s pětilaločným nektáriovým terčem.
Kalich je šedavě plstnatý.
Korunní lístky jsou bílé, s purpurově červenou nebo žlutou bází a zřetelnými žilkami, široce obvejčité, na bázi krátce nehetnaté, asi 2 cm dlouhé. Kališní i korunní lístky jsou volné.
Tyčinek je 8 a nevyčnívají z květů. 
Semeník je šedavě chlupatý. Obsahuje 3 komůrky, v nichž je po 7 až 8 vajíčkách, a na vrcholu nese nitkovitou čnělku zakončenou hlavatou bliznou.
Plodem je leskle černá, kulovitá až široce elipsoidní, asi 1,8 cm dlouhá, dřevnatá tobolka, otevírající se 3 chlopněmi. Semena jsou zploštěle kulovitá, s tlustým, kožovitým oplodím.

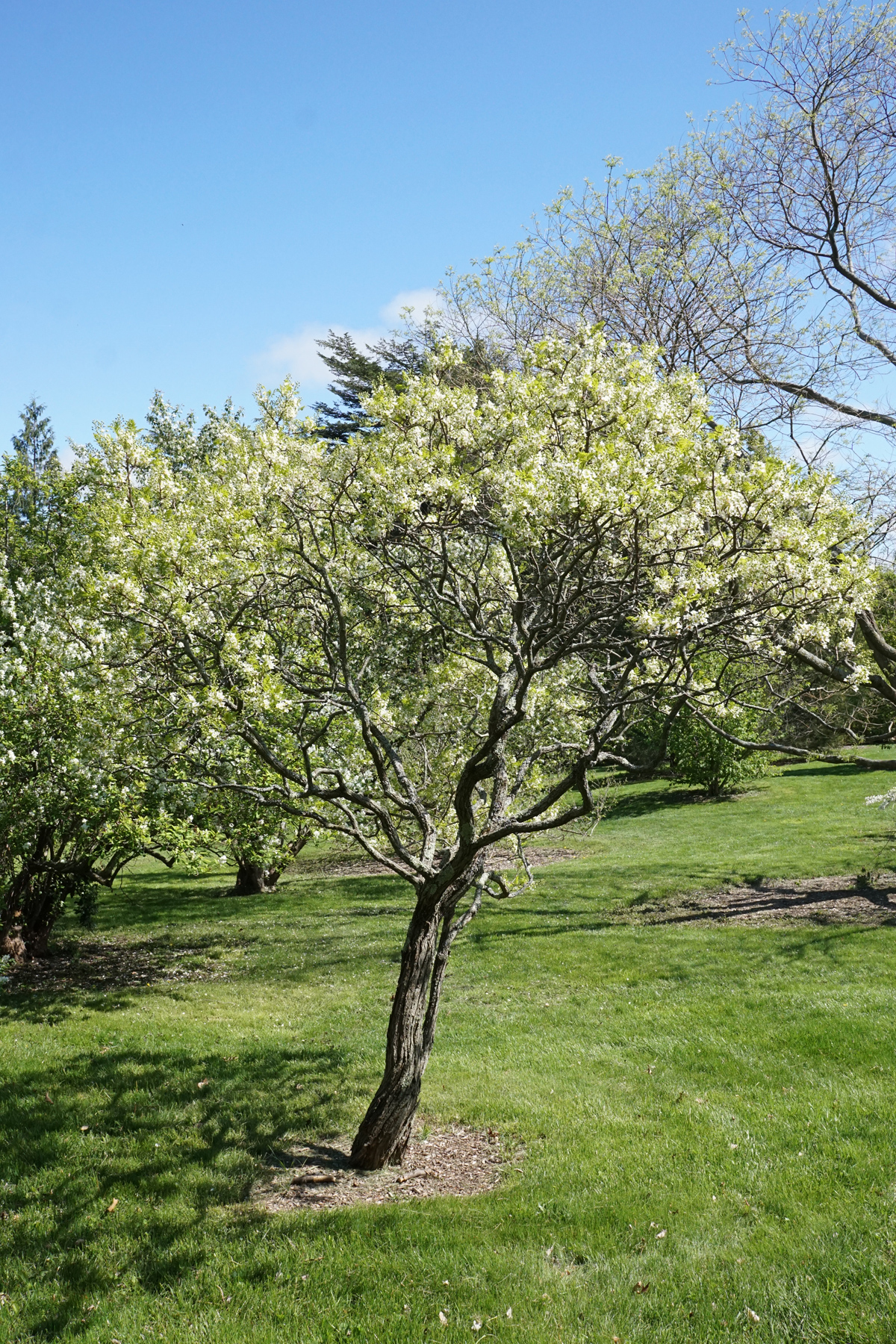
Žlutoroh jeřábolistý
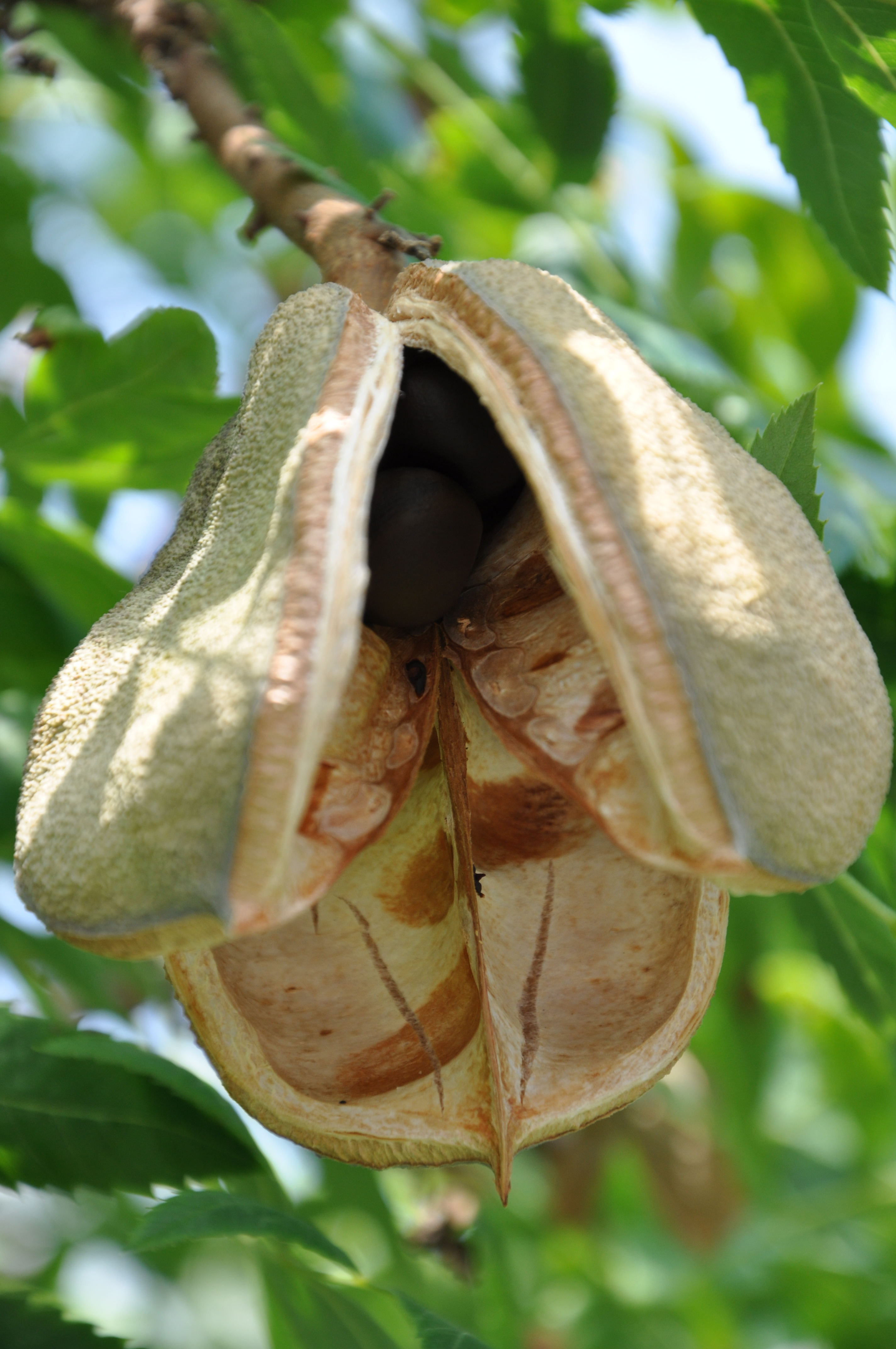
Puklá tobolka žlutorohu
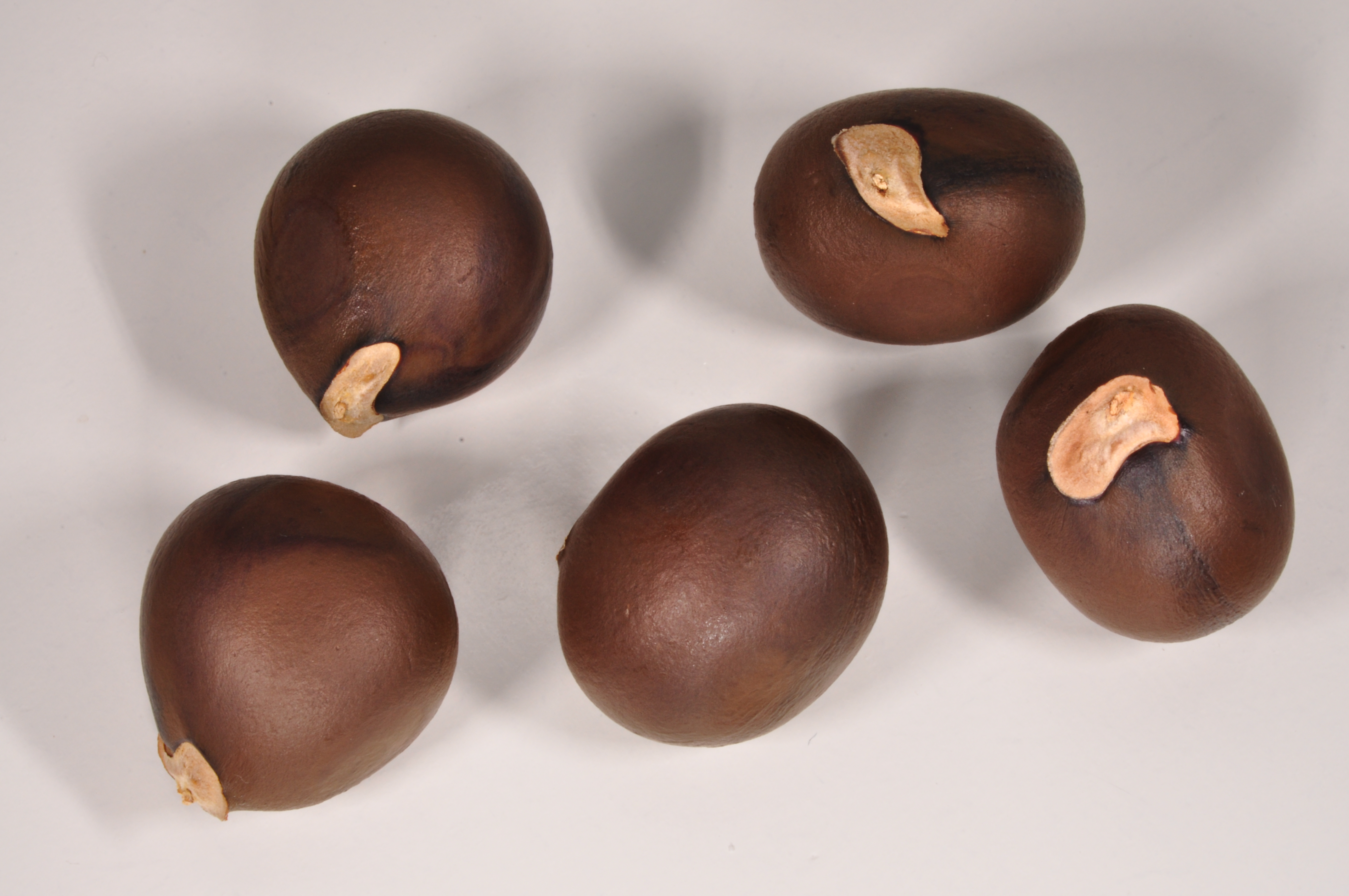
Semena žlutorohu

## Rozšíření
Druhy se vyskytuje v severní a severovýchodní Číně a Koreji.

## Taxonomie
Rod Xanthoceras je v rámci čeledi Sapindaceae řazen do samostatné monotypické podčeledi Xanthoceratoideae. Podle výsledků fylogenetických studií je to zcela bazální větev čeledi Sapindaceae. Někteří taxonomové jej dokonce oddělují do samostatné monotypické čeledi Xanthocerataceae.

## Význam
Druh je dosti zřídka pěstován jako okrasná dřevina. Lze se s ním setkat i v některých českých botanických zahradách. V několika exemplářích je vysazen např. v areálu Dendrologické zahrady v Průhonicích, udáván je také ze sbírek Pražské botanické zahrady v Tróji a Arboreta Žampach. Semena jsou jedlá.